# Jimmy Eat World (мини-альбом)
Jimmy Eat World — пятитрековый мини-альбом Jimmy Eat World выпущенный 14 декабря 1998 года.

## Об альбоме
Компакт-диск содержит три неизданные песни, которые группа записала себя и две песни с альбома Clarity.

## Список композиций
| №  | Название                    | Длительность |
| -- | --------------------------- | ------------ |
| 1. | «Lucky Denver Mint»         | 3:50         |
| 2. | «For Me This Is Heaven»     | 4:02         |
| 3. | «Your New Aesthetic» (Demo) | 3:22         |
| 4. | «Softer»                    | 4:09         |
| 5. | «Roller Queen»              | 6:43         |